# Melanotaenium endogenum
Melanotaenium endogenum är en svampart som först beskrevs av Franz Unger, och fick sitt nu gällande namn av de Bary 1874. Melanotaenium endogenum ingår i släktet Melanotaenium och familjen Melanotaeniaceae.   Inga underarter finns listade i Catalogue of Life.